# Ministère fédéral chargé des relations avec l'Allemagne de l'Est

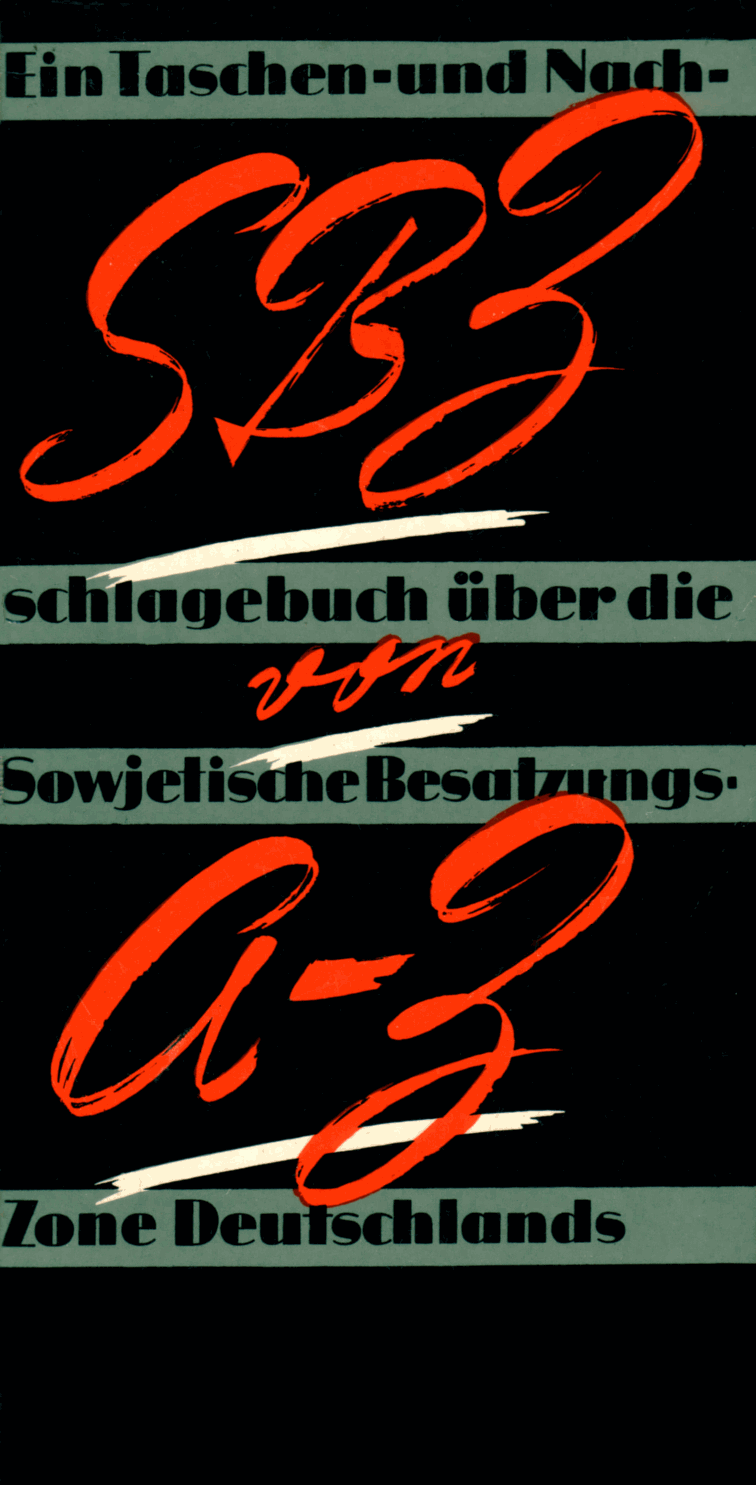
Couverture de l’édition de 1960 de SBZ von A-Z (La Zone d’occupation soviétique de A à Z), l’une des brochures publiées par le ministère fédéral des Questions pan-allemandes à propos de la division de l’Allemagne et contre la République démocratique allemande

Au sein du gouvernement fédéral ouest-allemand, un ministère était chargé des relations avec l’Allemagne de l’Est de 1949 à 1991.

## Titres
Il portait de 1949 à 1969 le titre de ministère fédéral des Questions pan-allemandes (Bundesministerium für gesamtdeutsche Fragen, BmgF), et de 1969 à 1991 celui de ministère fédéral des Relations intra-allemandes (Bundesministerium für innerdeutsche Beziehungen, BMIB). Il fut dissous en 1991, après la Réunification.

## Contexte historique

### La partition
La République fédérale ne reconnaissait pas diplomatiquement la République démocratique allemande (RDA), et considérait représenter le peuple allemand dans son ensemble. Jusqu’au lancement de l’Ostpolitik par Willy Brandt dans les années 1970, elle employait de préférence l’expression sowjetische Besatzungszone (zone d’occupation soviétique) ou son sigle SBZ, ou encore Mitteldeutschland (Allemagne centrale). À partir des années 1970, le nom officiel de Deutsche Demokratische Republik (République démocratique allemande), ou son sigle DDR, fut officiellement employé.

### Justification juridique
L’Allemagne de l’Est n’étant pas considérée comme un territoire étranger, mais comme une partie de l’Allemagne qu’une occupation étrangère plaçait hors de l’application de la Loi fondamentale, la « politique allemande » (Deutschlandpolitik) était un domaine indépendant de la politique étrangère et était menée par un département ministériel distinct de l’office des Affaires étrangères.

## Liste des ministres
| Nom                                                              | Nom                            | Dates du mandat | Dates du mandat | Parti | Cabinet(s)                          |
| ---------------------------------------------------------------- | ------------------------------ | --------------- | --------------- | ----- | ----------------------------------- |
|                                                                  | Jakob Kaiser                   | 20/09/1949      | 29/10/1957      | CDU   | Adenauer I et II                    |
|                                                                  | Ernst Lemmer                   | 29/10/1957      | 13/12/1962      | CDU   | Adenauer III et IV                  |
|                                                                  | Rainer Barzel                  | 14/12/1962      | 11/03/1963      | CDU   | Adenauer V                          |
|                                                                  | Erich Mende                    | 17/10/1963      | 28/10/1966      | FDP   | Erhard I et II                      |
|                                                                  | Johann Baptist Gradl (intérim) | 28/10/1966      | 30/11/1966      | CDU   | Erhard II                           |
|                                                                  | Herbert Wehner                 | 01/12/1966      | 21/10/1969      | SPD   | Kiesinger                           |
|                                                                  | Egon Franke                    | 22/10/1969      | 01/10/1982      | SPD   | Brandt I et II Schmidt I, II et III |
|                                                                  | Rainer Barzel                  | 04/10/1982      | 29/03/1983      | CDU   | Kohl I                              |
|                                                                  | Heinrich Windelen              | 30/03/1983      | 11/03/1987      | CDU   | Kohl II                             |
|                                                                  | Dorothee Wilms                 | 12/03/1987      | 18/01/1991      | CDU   | Kohl III                            |
| Titre du portefeuille : - 1969–1991 : Relations intra-allemandes |                                |                 |                 |       |                                     |